# أريزونا (فلم 1918)
أريزونا (بالإنجليزية: Arizona) هو فيلم أبيض وأسود درامي صامت أمريكي صدر عام 1918، أنتج وبطولة دوغلاس فيربانكس وأصدرته شركة فيموس بلايرز-لاسكي تحت اسم آرتكرافت بيكتشرز. الفيلم مأخوذ عن مسرحية ناجحة تحمل نفس الاسم من تأليف أوغسطس توماس عام 1899، وأخرجه ألبرت باركر. على الرغم من المراجعات المتباينة وإصداره قرب نهاية وباء الإنفلونزا الإسبانية، إلا أن الفيلم ازدهر في شباك التذاكر إلى حد كبير بفضل قوة جذب نجمه.

## ملخص القصة
ملازم دنتون في فوج سلاح الفرسان الأمريكي الذي يقوده العقيد بنهام المتزوج من إستريلا التي تصغره سنًا كثيرًا، وهي ابنة مربي الماشية الثري كانبي. إستريلا لديها أخت، بونيتا ، يقع دينتون في حبها.
يكتشف دينتون علاقة غرامية بين إستريلا والكابتن هودجمان. وفي محاولته لإنهاء العلاقة، يتبع دينتون إستريلا إلى غرفتها حيث يمسك بهما بنهام ويفهم ما يراه بشكل خاطئ. يحتفظ دينتون بسر إستريلا بشرف وبالتالي يجب أن يستقيل ويحمل هذا العار على عاتقه للابد.
يوظف كانبي دينتون كرئيس عمال في مزرعته. تتعرض علاقة دينتون مع بونيتا للخطر بسبب هودجمان الذي يكذب على كانبي بشأنه. يؤدي حقد هودجمان على دنتون إلى قتال بينهما، وخلاله يُصاب هودجمان برصاصة قاتلة. يُشتبه في دنتون، لكن راعي البقر توني يعلن أنه أطلق الرصاصة للانتقام من تعاملات هودجمان مع الفتاة التي يحبها، في النهاية تكشف إستريلا الحقيقة حول تصرفاتها غير اللائقة، مما يتيح لدنتون وبونيتا الزواج بمباركة عائلتها بالإضافة إلى نهاية سعيدة لبنهام وإستريلا.

## طاقم العمل
- دوغلاس فيربانكس بدور الملازم دينتون
- ثيودور روبرتس بدور كانبي
- كيت برايس بدور السيدة كانبي
- فريدريك بيرتون بدور العقيد بنهام
- هاري إس نورثروب بدور الكابتن هودجمان
- فرانك كامبو بدور كيلار
- كاثلين كيركهام بدور إستريلا
- مارجوري دا بدور بونيتا
- مارجوري دي لا موت بدور لينا
- ريموند هاتون بدور توني
- روبرت بولدر بدور الطبيب
- ألبرت ماكواري بدور الملازم هاتون
- كاثرين جريفث
- إرنست باتروورث